# Avenue des Bergeronnettes
L'avenue des Bergeronnettes (en néerlandais : Kwikstaartlaan) est une avenue bruxelloise de la commune de Woluwe-Saint-Pierre qui va de l'avenue des Linottes à la place des Bouvreuils sur une longueur totale de 220 mètres.